# Roberts Schneemaus
Roberts Schneemaus (Chionomys roberti) ist ein Nagetier in der Familie der Wühler, das im westlichen Kaukasus vorkommt.
Der deutsche Name und das Epitheton im wissenschaftlichen Namen beziehen sich auf Alphonse Robert, ein französischer Tiersammler, der an mehreren zoologischen Expeditionen teilnahm.

## Merkmale
Mit einer Kopf-Rumpf-Länge von 125 bis 156 mm, einer Schwanzlänge von 80 bis 108 mm und einem Gewicht von 40 bis 78 g ist die Art der größte Vertreter der Gattung Schneemäuse. Weitere Abweichungen zu anderen Schneemäusen sind ein im Verhältnis zur Körpergröße längerer Schwanz, ein kürzeres und harscheres Fell sowie eine dunklere Fellfarbe. Mit leichten Variationen ist die Oberseite dunkelbraun bis graubraun und die Unterseite rauchgrau. Der Schwanz ist oberseits schwarz und unterseits grau. Er besitzt eine 4 bis 5 mm lange Quaste, die heller sein kann. Junge Exemplare haben ein dunkleres Erscheinungsbild. Bei Weibchen kommen acht Zitzen vor.

## Verbreitung
Das Verbreitungsgebiet liegt vorwiegend im westlichen Kaukasus in Russland, Georgien und Aserbaidschan. Es reicht weiter bis zum Pontischen Gebirge im Nordosten der Türkei. Roberts Schneemaus lebt im Flachland und in Gebirgen bis 3200 Meter Höhe. Sie wird meist in Gebieten zwischen 1000 und 1500 Meter Höhe angetroffen. Als Habitat werden moosbewachsene Uferbereiche von Bächen und Flüssen mit verstreuten Büschen bevorzugt. Diese liegen meist in Wäldern.

## Lebensweise
Obwohl die Tiere am Wasser leben, vermeiden sie den Kontakt mit dem Wasser. Sie klettern und springen eher über Steine, die im Wasser liegen. Um an ihre Nahrung zu kommen, die vorwiegend aus Farnen, Schwarzem Holunder (Sambucus nigra) sowie Rhododendren besteht, klettern sie im halbhohen Bewuchs bis etwa 4 Meter Höhe über dem Grund. Roberts Schneemaus legt Nahrungsdepots unter Steinen an. In hohen Bereichen der Gebirge erfolgt die Fortpflanzung zwischen Mai und August sowie in tieferen Bereichen bis Oktober. In dieser Zeit hat ein Weibchen 2 bis 3 Würfe mit gewöhnlich 2 bis 5 Nachkommen pro Wurf. Gelegentlich hat ein Wurf 7 Junge.

## Bedrohung
Gebietsweise kann der Bestand durch Steinbrüche oder Flussregulierungen negativ beeinflusst werden. Für die gesamte Population liegt keine ernste Bedrohung vor. Zusätzlich liegen im Verbreitungsgebiet mehrere Schutzzonen. Roberts Schneemaus wird von der IUCN als nicht gefährdet (Least Concern) gelistet.